# Izabela Śliwa
Izabela Śliwa (* 11. Dezember 1990 in Krakau) ist eine polnische Volleyballspielerin.

## Karriere
Śliwa begann ihre Karriere bei Wisła Krakau. Mit der polnischen Juniorinnen-Nationalmannschaft nahm sie unter anderem an der Weltmeisterschaft 2009 teil. Im gleichen Jahr wechselte die Libera zu Trefl Sopot. Dort spielte sie eine Saison mit ihrer Mutter zusammen. 2011 ging Śliwa zu KS Piecobiogaz Murowana Goślina. In der Saison 2012/13 stand sie bei Chemik Police unter Vertrag. 2013 wurde die Libera vom deutschen Bundesligisten VT Aurubis Hamburg verpflichtet. Mit Hamburg spielte sie im europäischen Challenge Cup und erreichte die dritte Runde. In der Bundesliga-Saison verlor der Verein hingegen alle Spiele. 2014 wechselte Śliwa innerhalb der Liga zum 1. VC Wiesbaden. 2015 kehrte sie zurück in ihre Heimat zum Erstligisten Bank BPS Fakro Muszyna.

## Familie
Izabela Śliwa ist die Tochter der polnischen Volleyballspielerin Magdalena Śliwa, die 2003 und 2005 Europameisterin wurde. Izabelas Vater Stanislaw arbeitet als Fußball-Trainer bei Garbarnia Kraków.